# 梅特罗波利斯 (伊利诺伊州)
梅特罗波利斯是位於美國伊利諾伊州馬薩克縣俄亥俄河畔的市、馬薩克縣的縣府，地方統計上隸屬帕迪尤卡、肯塔基-伊利諾伊小都市統計區（Micropolitan Statistical Area）。據2000年人口普查，該市人口有6,482人。
伊利諾伊州梅特罗波利斯1839年建市。南北戰爭以前，當局擬建哥倫比亞西區，範圍包括今梅特罗波利斯及肯塔基附近地區。1850年的一幅地圖描繪了這項建議。1972年1月21日，DC漫畫宣告梅特罗波利斯為「超人故鄉」。同年6月9日，伊利諾伊州議會通過《572號決議》，宣告梅特罗波利斯為「超人故鄉」。「超人」是漫畫《梅特罗波利斯》中的超級英雄，該書以虛構的梅特罗波利斯市為藍本。當地藉巨型超人像、超人小型博物館及年度超人慶典（六月第二個週末）頒揚該角色。另外，該市有一份本地報章──《梅特罗波利斯行星 （页面存档备份，存于）》（The Metropolis Planet），名稱源於虛構的梅特罗波利斯裏叫《每日行星》（The Daily Planet）的報章。
旅遊業是梅特罗波利斯最大的行業之一。該市設有哈拉斯梅特罗波利斯（Harrah's Metropolis）賭場／酒店，光顧賭船的遊客大多來自周邊地區。

## 地理
梅特罗波利斯位處37°9′12″N 88°43′31″W / 37.15333°N 88.72528°W。

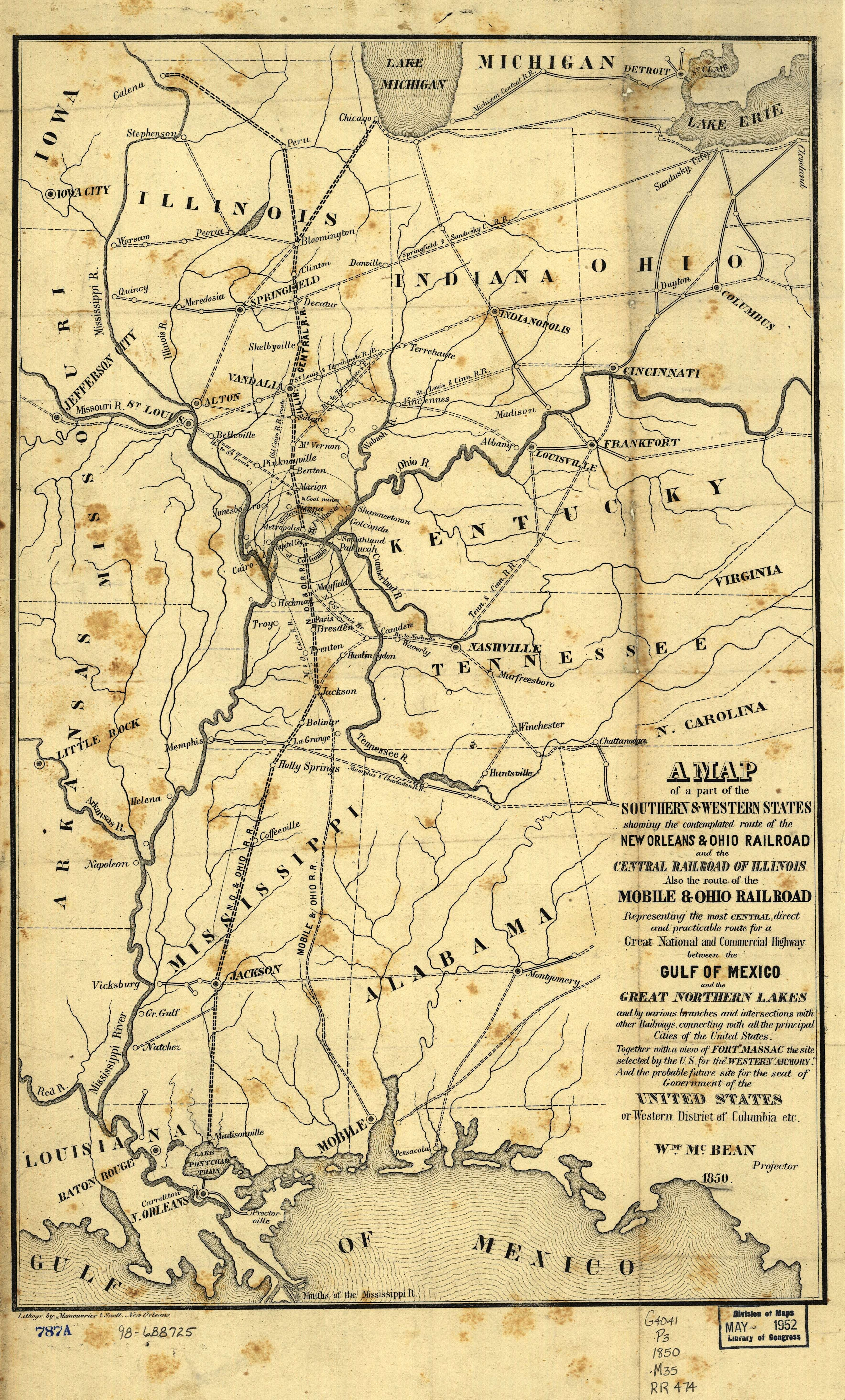
1850年的一幅地圖繪畫了擬建的哥倫比亞西區

根據美國人口調查局，該市總面積5.1平方英里（13.1平方公里），當中陸地佔5.0平方英里（13.0平方公里），水域佔0.1平方英里（0.2平方公里）。

## 人口
2000年人口普查顯示，梅特罗波利斯住了6,482人，2,896戶，1,708個家庭。人口密度為1,295.1人/平方英里（499.5人/平方公里）。該縣有3,265個居住單位，平均密度為652.3個居住單位/平方英里（251.6個居住單位/平方公里）。種族構成當中，白人佔90.53%，非裔美國人佔7.61%，美國原住民佔0.20%，亞裔佔0.20%，來自其他種族佔0.45%，來自兩個或以上種族佔1.02%。各種族中的西班牙裔或拉美裔佔人口的0.74%。
在2,896戶當中，24.4%有未滿18歲的孩子同住，43.6%為同住的夫婦，11.9%為未婚的獨居女性，而41.0%為非家庭。同時，36.9%為個體戶，20.0%為65歲或以上的獨居長者。平均戶規模為2.13人，平均家庭規模為2.77人。年齡分佈方面，未滿18歲佔20.0%，18-24歲佔7.8%，25-44歲佔25.4%，45-64歲佔21.9%，以及65歲或以上佔24.8%。年齡中位數為43歲。男女比例為每100名女性相對有79.5名男性，每100名18歲或以上女性相對有75.0名男性。戶收入中位數為25,371美元，家庭收入中位數為33,979美元。男性收入中位數為27,630美元，女性收入中位數為17,561美元。人均收入為15,967美元。約12.5%家庭及17.2%人口在貧窮線下（未滿18歲佔21.8%，65或以上佔16.7%）。

## 交通
梅特罗波利斯連接了24路州際公路，該區域性州際公路起於田納西州查塔諾加，西北至密蘇里州聖路易斯，途經57號及64號州際公路。該市的美國國道45，地理上由東向西貫穿該地區，而北至芝加哥，南至帕迪尤卡。
伊利諾伊州路145位於梅特罗波利斯以東，服務附近的肖尼國家森林（Shawnee National Forest）的邊遠地區。

## 醫療
馬薩克紀念醫院（Massac Memorial Hospital）1956年啟用，提供25個床位，為獲醫療保險和醫療補助服務中心（Centers for Medicare & Medicaid Services）認可合格，接受政府補助的偏遠地區特約一所醫院。醫院位於梅特罗波利斯西北側，原為十字型。
醫院歷經多次施工和革新，使原有設施現代化。目前該院提供的服務有救護車、心臟康復、心肺、急診科、影像、實驗室、馬薩克紀念醫療診所、康復服務、睡眠障礙中心、專科診所、手術及過渡期護理。醫院範圍內興建了費森尤斯醫療（Fresenius Medical Care）透析中心，2009年啟用。

## 名人
- Curt Jones，Dippin' Dots雪糕創辦人。[6]

- 安妮·马隆（英语：Annie Turnbo Malone）（1869年──），女商人、慈善家，黑美文化及Poro學院始創人。

- 奧斯卡·米考斯（Oscar Micheaux），非裔美國人，傑出電影導演、作家。

- John Pruett，伊利諾伊州高中協會（Illinois High School Association）職業籃球投球冠軍。

- Jack Smith，全國運動汽車競賽協會（NASCAR）賽車手。

- John Steele，美國傘兵，以1962年電影《碧血長天》[註 2]（The Longest Day）揚名。[7]

- 罗伯特·斯特劳德，「阿尔卡特兹的养鸟人」（Birdman of Alcatraz），在梅特罗波利斯活埋。

- Betty、Jean和Joanne Weaver姊妹，1950年代早期參加全美國女子職業棒球聯賽。

## 梅特罗波利斯與斯莫維爾
《超人》長篇故事中的梅特罗波利斯常描繪成像芝加哥、紐約市那樣的美國大城市。
較之斯莫維爾（Smallville），伊利諾伊州的梅特罗波利斯市可以看成收養超人的中西部故鄉。市內唯一的電影院已關閉，《超人》系列電影上映時，居民要遠赴其他城鎮（如肯塔基帕迪尤卡）的戲院，才能一睹在梅特罗波利斯取景的同名虛構城市。
真正的梅特罗波利斯市見於《超人》一個漫畫故事，尤其是《超人第92回》中的「梅特罗波利斯大屠殺！」（在《超人歷險記第515回》延續）。故事中，當地居民對現實生活中的鋼鐵戰士崇拜過度。一個叫馬薩克的反派角色到了該市，迷了路，想像自己在超人的真正居所──「另一個」梅特罗波利斯市。他襲擊了一名保安人員，並威脅無數居民，以圖得知前往超人的梅特罗波利斯的方向。

## 超人

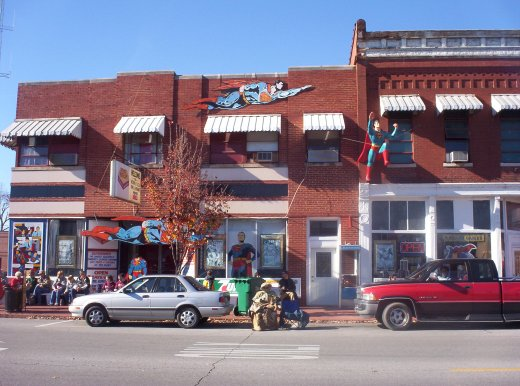
大街上的超人博物館

梅特罗波利斯是超人的故鄉，一座巨型超人像矗立於市中心縣府大樓前的大街。當地每年六月舉行「超人慶典」，美國各地的漫畫迷慕名而來。
超人的梅特罗波利斯常用作紐約市的象徵，但在《露易絲與克拉克: 超人新冒險》（Lois and Clark: The New Adventures of Superman）中，它位於虛構的州──新特洛伊。電視劇《超人歷險》（Adventures of Superman）有一集實際暗示了超人居於伊利諾伊州。《恐怖之夜》（A Night of Terror）第一季中，吉米·奧爾森（Jimmy Olsen）和克拉克·肯特（Clark Kent）打算看芝加哥白襪棒球賽。由於吉米不知道克拉克的祕密身分，據信他們計劃駕車橫越新特洛伊，而非中途飛越該國。

## 外部連結
- 梅特罗波利斯市官方網站 （页面存档备份，存于） （英文）
- The Superman Collectors webpage including the history of Metropolis, Il （英文）
- Story that was broadcast on National Public Radio's "Morning Edition" profiling the town's links to "Superman" （页面存档备份，存于） （英文）